# Tonbeugung
Tonbeugung ist ein literaturwissenschaftlicher Begriff aus der Verslehre.
Wenn in einem Gedicht die natürliche Betonung eines Wortes bzw. der Silbe eines Wortes nicht mit dem ansonsten vorherrschenden Versmaß (Metrum) des Gedichts übereinstimmt, spricht man von Tonbeugung. Beim Vortrag des Gedichts kann diese Tonbeugung durch schwebende Betonung ausgeglichen werden. 
Beispiel (Auszug aus Goethes Gedicht „Willkommen und Abschied“):
Es schlug mein Herz, geschwind zu Pferde!
Es war getan fast eh gedacht.
Der Abend wiegte schon die Erde.
Und an den Bergen hing die Nacht:
Das Gedicht weist überwiegend einen deutlich erkennbaren regelmäßigen Wechsel von Senkung und Hebung (unbetonte und betonte Silbe, Jambus) auf. In Zeile zwei kollidiert jedoch dieses Versmaß mit der natürlichen Sprechweise, da das Wort „fast“ nicht minder stark betont wird als die vorangegangene letzte Silbe in „getan“.
Es würde dem natürlichen Sprachfluss auch zuwiderlaufen, das folgende Wort "eh" deutlich zu akzentuieren.  
Die zweite Silbe in "getan" sowie die Silben in „fast“ und „eh“ werden im Prinzip gleich stark akzentuiert. 
Die Tonbeugung kann vom Verfasser eines Gedichts bewusst eingesetzt werden, wenn beispielsweise die regelmäßige Form durchbrochen wird. Siehe dazu auch den Artikel schwebende Betonung.